# Haladás (történelem)
A haladás (gyakran használt latin kifejezéssel progresszió) fogalma a filozófiában, társadalomban, történelemben, politikában, a tudományokban és a gazdaságban lényeges javulást jelent a korábbi állapotokhoz képest. A kifejezésnek nincs általánosan elfogadott meghatározása. Ferdinand Tönnies német szociológus és közgazdász például 1926-ban a haladást a hiányosságok fokozódó leküzdésének tekintette. A fogalom ellentétei a visszafejlődés (regresszió) vagy a konzervativizmus, maradiság (stagnálás). Más megfogalmazás szerint a haladás az emberi lehetőségek bővülése. Számos gondolkodó magának a haladásnak a létezését is tagadja, mások a fejlődés tulajdonképpeni szinonimáját alkalmazzák helyette vagy a változás semleges fogalmával kívánják helyettesíteni.

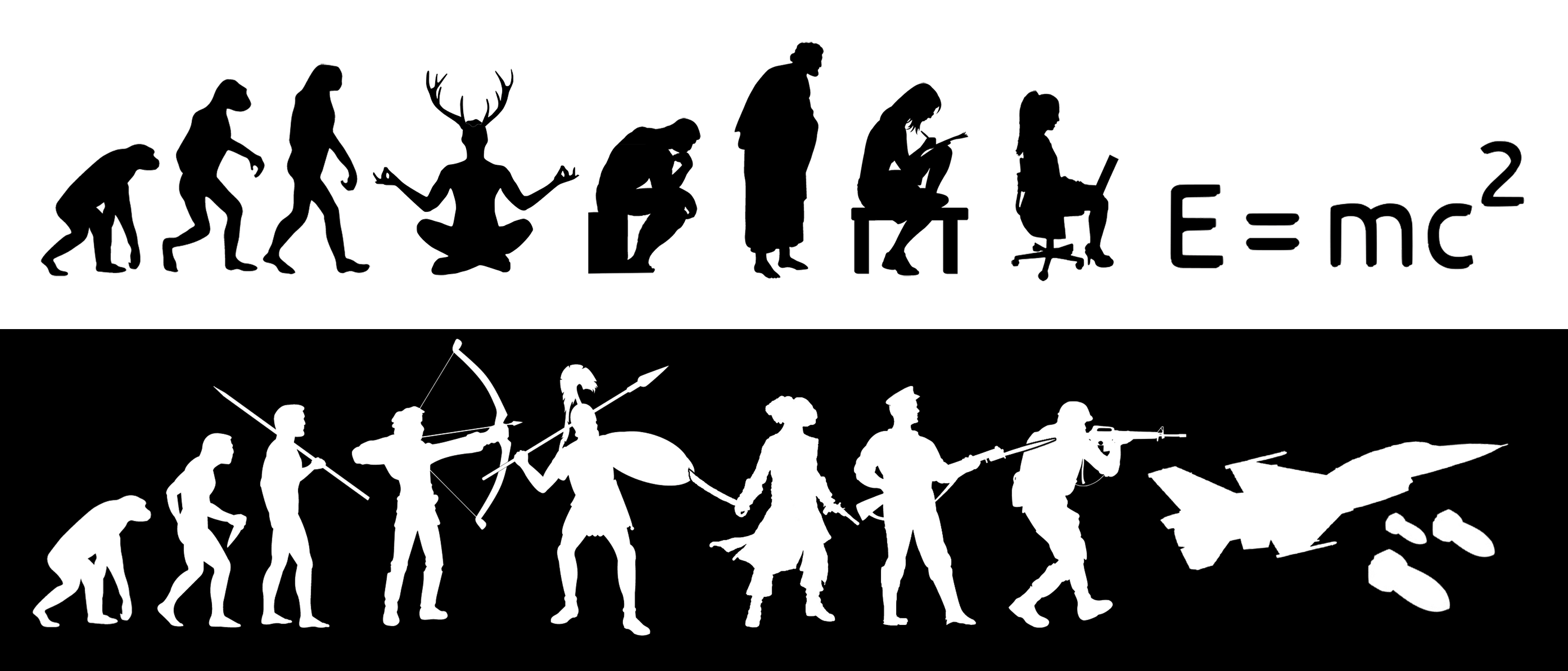
A haladást sokan és sokféleképpen értelmezik

A haladás, az előrelépés tudatos és célirányos változtatásokon keresztül valósul meg, amiket újításnak, innovációnak nevezünk. Ezen változtatások értékelése antropocentrikus, azaz az ember szempontjából történik, nem pedig holisztikus, azaz a természet, vagy az egész világegyetem szempontjából vizsgálandó. A társadalmi előrelépések, a tudatos innovációk mindig egyes létező érdekcsoportokat szolgálnak, függetlenül azok általános hatásától. Ha a változásokat a társadalom nagy része kedvezően fogadja (leginkább azért, mert észrevehetően javítják az életminőséget), akkor széles körben haladásnak fogadják el. A modern ipari társadalmak általában e minta szerint fejlődtek.

## A fogalom kialakulásának, használatának története
A társadalom emelkedő, előre irányuló fejlődésének fogalma a felvilágosodás idején, a keresztény eszkatológia tagadásából keletkezett. Korábban, a történetírás hajnalán, az antik szerzők többsége számára a történelem események egyszerű egymásutánisága volt, ami mögött változatlanság húzódik meg. A történelem egészéről szólva pedig azt gyakran egy elképzelt ősi aranykortól induló hanyatlási folyamatként ábrázolták (Hésziodosz, Seneca), vagy ciklikus körforgásként, amiben ugyanazok a szakaszok ismétlődnek (Platón, Arisztotelész, Polübiosz).
A kereszténység a történelmet ugyan meghatározott irányba tartó folyamatnak fogja fel, ezt azonban nem immanens fejlődésnek tekinti, hanem a létező társadalom keretein kívül eső, az isteni gondviselés által meghatározott cél felé irányuló mozgásnak.
A feltörekvő, társadalmilag sikeres polgárság gondolkodásában jelent meg az „Ész birodalma” felé tartó haladás optimizmusa. Már a felvilágosodás előfutárai,  Francis Bacon, René Descartes hirdették, hogy a tudományos megismerés előrehalad. Fontenelle rendszerezte ezeket az eszméket. Később Turgot, Condorcet és mások kiterjesztették a haladás fogalmát a társadalmi viszonyokra is.
A felvilágosodás filozófusainak haladás-felfogása azonban nem volt történeti jellegű, a megelőző korokkal nem foglalkoztak, magát a haladást az ész fejlődéséből vezették le. Elméleteik teleológikus jellegűek voltak, a fejlődés végcélját a polgárság eszményeinek megvalósításában látták. A kor néhány jelentős gondolkodója, mint Giambattista Vico, valamint különösen Jean-Jacques Rousseau pedig rámutatott a fejlődés ellentmondásos jellegére is. Rousseau a civilizációban nem látott fejlettebb jelenséget a természetihez képest, Herder pedig kigúnyolta a lineárisan előremutató haladáselméleteket.
A felvilágosodást követő romantika korának történetírása a felvilágosodás racionalizmusával szemben előtérbe helyezte a lassú, organikus fejlődés eszméjét és a történeti szemléletet. A fejlődés legmélyebb értelmezését ekkoriban Hegel adta, aki vitába szállt mind a felvilágosítókkal, akik lebecsülték a történelmi szemléletet, mind pedig a romantika képviselőinek hamis historizmusával. Hegel felfogásában a történelem nem egyszerű változás, hanem haladás a szabadság terén, és az új számára a régi nélkülözhetetlen alap. Ezt a haladást a világszellem fejlődéseként értelmezte, és szerinte az egyes népek ennek a világszellemnek az ideiglenes hordozói: amikor szerepük befejeződik, más népnek adják át missziójukat. A világszellem fejlődése a Porosz Királyság létrejöttével szerinte lezárul, a történelemfilozófia pedig ekkortól teodiceává, isten történelmi igazolásává válik.
A haladás eszméje a 19. századi polgárság egyik legnépszerűbb eszméje volt. A kapitalizmusnak a feudalizmus felett aratott teljes győzelmével azonban a polgárság gondolkodóinak egy része elfordult ettől a gondolattól, fokozatosan eljutottak a haladás eszméjének tagadásához. Sajátos példa erre Friedrich Nietzsche filozófiája.
Claude Lévi-Strauss etnológus az emberi társadalmak két alapvetően eltérő formáját határozta meg, amelyeket „hideg és meleg kultúráknak” nevezett. A „hideg” kultúrák – amelyek ma már csak néhány természetközeli etnikum körében fordulnak elő – ragaszkodnak a jól bevált hagyományokhoz, hiszen kockázatnak tekintenek minden emberi beavatkozást a „kozmikus” kapcsolatokba. A legtöbb modern civilizáció és történelmi előzményeik viszont a „forró” kultúrákat képviselik, amelyek sokkal jobban bíznak az emberi kognitív, megismerő képességekben és kreativitásban, alkotóerőben, és amelyeknek Lévi-Strauss szerint „mohó igényük van” a kulturális változásra. Ez a történelem során egyre nagyobb távolságot hozott létre a természet állapotától: az emberiség egyre inkább igyekszik a természetet a saját szükségleteihez igazítani. Ebben az értelemben a haladás az „ideális társadalom” felé irányuló reményteljes törekvésen nyugszik.  Az ebből fakadó problémák és kockázatok adták meg az elsődleges kiindulópontját a haladás fogalmának sokrétű kritikájához (kultúrkritika), amely már a koncepció kialakulása óta létezik.
A 20. századi filozófusok, szociológusok különböző módokon viszonyultak a haladás fogalmához. A szociológusok egy része használta a haladás fogalmát, de azt a technikai és gazdasági fejlődésre szűkítette le. A történelmi haladás fogalmát viszont a szociális változás terminusával cserélték fel, és az általános társadalmi haladás lehetőségét optimista illúziónak tekintették. A nagy történelemfilozófusok közül többen a társadalmi haladás fogalmát a történelmi körforgás elméletével helyettesítették (Oswald Spengler, Pitirim Sorokin orosz-amerikai társadalomtudós, Arnold J. Toynbee).

### Modern magyar filozófiai álláspont
Kapitány Ágnes és Kapitány Gábor magyar szociológusok, kulturális antropológusok (házaspár) 1995-ben publikáltak nagyobb tanulmányt a haladás fogalmának a magyarországi rendszerváltozás utáni értelmezéséről.
E tanulmány szerint a polgári társadalmak több évszázadon át lelkesen pártolták a haladás gondolatát. Az államszocializmus évtizedeiben azonban, az uralkodó dogmatikus marxista ideológiában, a haladó-retrográd ellentétpár képviselte a jó és a rossz örök ellentétét, ezért (is) a rendszerváltozás után a haladás tagadása vált szellemi divattá.
A haladás megkérdőjelezése nem feltétlenül jelenti értékének tagadását: sokan azok közül, akik szerint nem lehetséges a történelemben lényegi haladás, ezt egyúttal sajnálatosnak is tartják.
A haladás igenlése a 19–20. században elsősorban a technikai fejlődésen (a marxista dogmatikában: a termelőeszközök fejlődésén) alapult. Ebből következett az a vélekedés is, hogy a technikai fejlődés magával hozza a társadalmi fejlődést is. Ez annyiban igaz lehet, hogy a technikai fejlődés lehetővé teszi az emberi lehetőségek tágítását, de ez csak esély. A technikát negatív dolgokra is lehet használni, és a technikai fejlődés fetisizálása végső soron az emberi lehetőségek elszegényítését is jelentheti, és ezzel haladás-ellenes is lehet.
A politikában számos irányzat törekedett magát a haladás hordozójának  megjeleníteni. Ellenzéki helyzetből bármely politikai erő, a legkonzervatívabb is, felléphet a haladás nevében, hiszen ha az embereknek elegük van a megelőző hatalomból, számukra a „haladást" annak leváltása jelenti. A „haladás" a politikában gyakran olyan ideológiának bizonyul, ami csupán a hatalomátvételi szándékot leplezi, ez is egyik oka annak, a széles rétegekben kialakult a haladás iránti szkepszis, sőt a lehetőségének teljes tagadása. Emiatt feltétlenül szükséges a haladás és a változás fogalmainak megkülönböztetése. Ez nagyon nehéz feladat, hiszen a történelem nem egyenes vonalú, előre meghatározott út, hanem különféle erők bonyolult összjátékának eredője és egy adott kor konkrét fejleményeiről, különösen azokkal egyidejűleg, nehéz eldönteni, hogy azok haladóak-e, vagy nem.
Haladó rendszerekről eleve nem lehet beszélni, mivel minden rendszer önfenntartó mechanizmusai idővel szembe kerülnek az emberi lehetőségek, létfeltételek további bővítésével, ami a haladás lényege. A sztálinizmus önmagát új, haladó rendszerként kívánta elfogadtatni, szembeállítva magát a „reakciós rendszerekkel" és ezzel sokat tett a haladás fogalmának a hiteltelenítéséért.
A politikai forradalom akkor jelenthet haladást, ha születnek olyan, az emberi lehetőségeket kibővítő eredményei, amiket az általában rákövetkező restauráció, ellenforradalom nem tud eltörölni. Ilyenek rendszerint maradnak is, de ezek olyan társadalmi változások, amelyek nem csak forradalmi úton jöhetnek létre. A forradalmak azon elemei, amelyek a gyűlöletre, az egyenlőtlen elosztás miatti felháborodásra és a hatalmasok erkölcstelenségének kritikájára építenek, azt a hamis látszatot keltik, hogy a haladás elérhető pusztán egyes személyek, hatalmi csoportok eltávolításával.
A haladás tartalmának meghatározása során abból célszerű kiindulni, hogy az emberiség a különböző változások során tapasztalatokat szerez. A rossz utak kizárása, az ismeretek gyarapodása mindenképpen a lehetőségek bővülését jelenti. Ugyanakkor a haladás több szempontból is relatív: 
- a különböző társadalmakban különböző jellegű, irányú változások jelenthetnek haladást;
- a haladás egyetlen változata sem állandó, mert ami egy történelmi pillanatban a haladást jelenti, az később a haladás gátjává válhat.[2]

A haladás tartalma az, hogy a társadalom küzd az emberi lehetőségek egy-egy korlátja ellen, és bízik abban, hogy e küzdelem eredményei beépülnek a jövőbe. A haladással szemben a konzervativizmus időnkénti népszerűsége abból származik, hogy az képviseli a meglévő értékek védelmét. Egyúttal azonban őrzi-védi a társadalom meglévő tökéletlenségeit, a fejletlenség, az embertelenség megnyilvánulásait is. Az a konkrét helyzettől függ, hogy mikor melyik elem milyen arányban van jelen a konzervatív törekvésekben.

## Fordítás
- Ez a szócikk részben vagy egészben  a   Forstschritt című német Wikipédia-szócikk ezen változatának fordításán alapul.  Az eredeti cikk szerkesztőit annak laptörténete sorolja fel. Ez a jelzés csupán a megfogalmazás eredetét és a szerzői jogokat jelzi, nem szolgál a cikkben szereplő információk forrásmegjelöléseként.